# Вільямстон (Південна Кароліна)
Вільямстон (англ. Williamston) — місто (англ. town) в США, в окрузі Андерсон штату Південна Кароліна. Населення — 4043 особи (2020).

## Географія
Вільямстон розташований за координатами 34°37′10″ пн. ш. 82°28′42″ зх. д. / 34.61944° пн. ш. 82.47833° зх. д. (34.619506, -82.478418).  За даними Бюро перепису населення США в 2010 році місто мало площу 9,53 км², з яких 9,43 км² — суходіл та 0,10 км² — водойми.

## Демографія
Згідно з переписом 2010 року, у місті мешкали 3934 особи в 1608 домогосподарствах у складі 1098 родин. Густота населення становила 413 осіб/км².  Було 1878 помешкань (197/км²).
Расовий склад населення:
| - 83,4 % — білих - 13,2 % — чорних або афроамериканців - 0,1 % — корінних американців - 0,1 % — азіатів - 1,8 % — осіб інших рас |

До двох чи більше рас належало 1,3 %. Частка іспаномовних становила 2,8 % від усіх жителів.
За віковим діапазоном населення розподілялося таким чином: 23,8 % — особи молодші 18 років, 59,2 % — особи у віці 18—64 років, 17,0 % — особи у віці 65 років та старші. Медіана віку мешканця становила 39,3 року. На 100 осіб жіночої статі у місті припадало 85,6 чоловіків;  на 100 жінок у віці від 18 років та старших — 82,8 чоловіків також старших 18 років.
Середній дохід на одне домашнє господарство  становив 51 624 долари США (медіана — 40 958), а середній дохід на одну сім'ю — 65 438 доларів (медіана — 50 900). Медіана доходів становила 39 183 долари для чоловіків та 40 022 долари для жінок. За межею бідності перебувало 10,8 % осіб, у тому числі 5,2 % дітей у віці до 18 років та 11,2 % осіб у віці 65 років та старших.
Цивільне працевлаштоване населення становило 1703 особи. Основні галузі зайнятості: освіта, охорона здоров'я та соціальна допомога — 28,9 %, виробництво — 23,1 %, фінанси, страхування та нерухомість — 8,7 %, будівництво — 6,9 %.